# Gloeophyllum
Gloeophyllum — рід грибів родини Gloeophyllaceae. Назва вперше опублікована 1882 року.
Гриби, які руйнують целюлозу але не виробляють оксидази, викликають деструктивну гниль. Деревина в початковій стадії руйнування змінює забарвлення від червоної до іржаво-червоної і, нарешті, стає темно-бурого від звільненого лігніну, легко ламаються і кришиться, помітно втрачає в обсязі і масі. Часто в кінцевій стадії руйнування деревина розтріскується на великі чи дрібні призматичні шматочки. З широко поширених трутовиків деструктивну гниль викликає трутовик парканний (Gloeophyllum sepiarium).

## Галерея

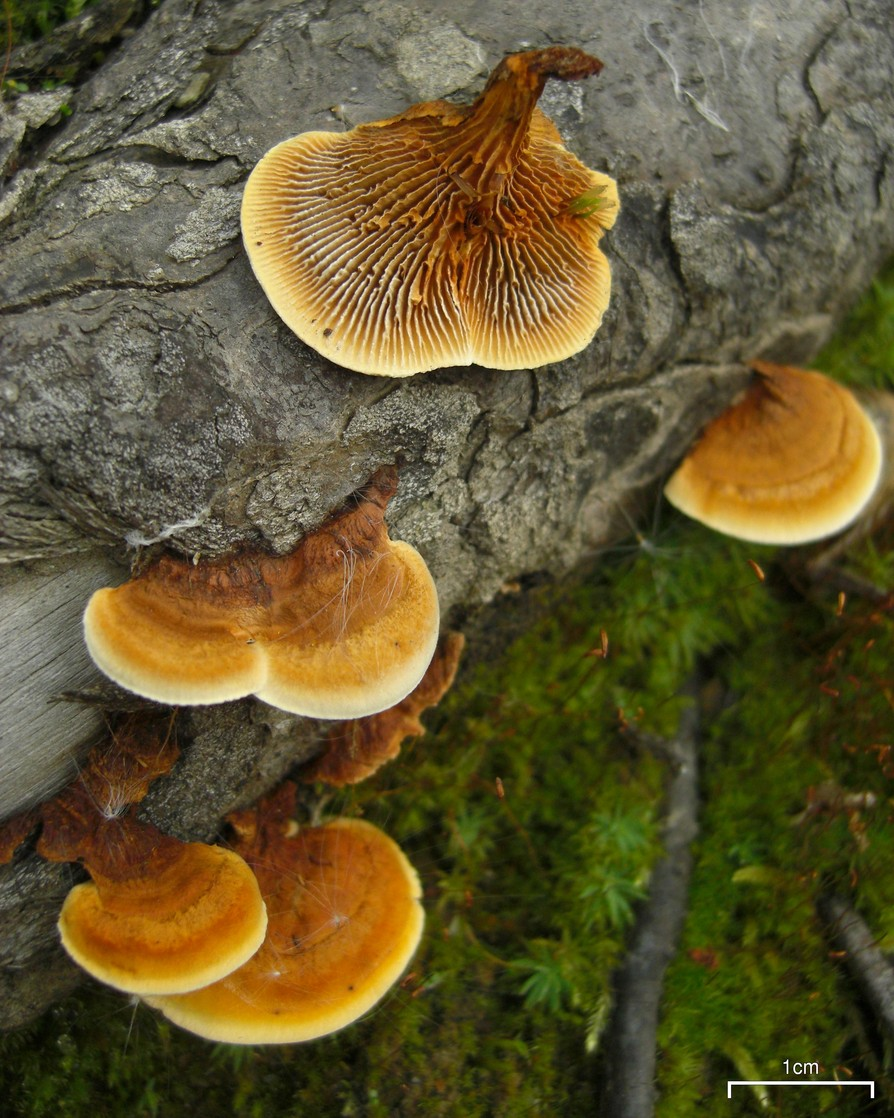
Gloeophyllum sepiarium
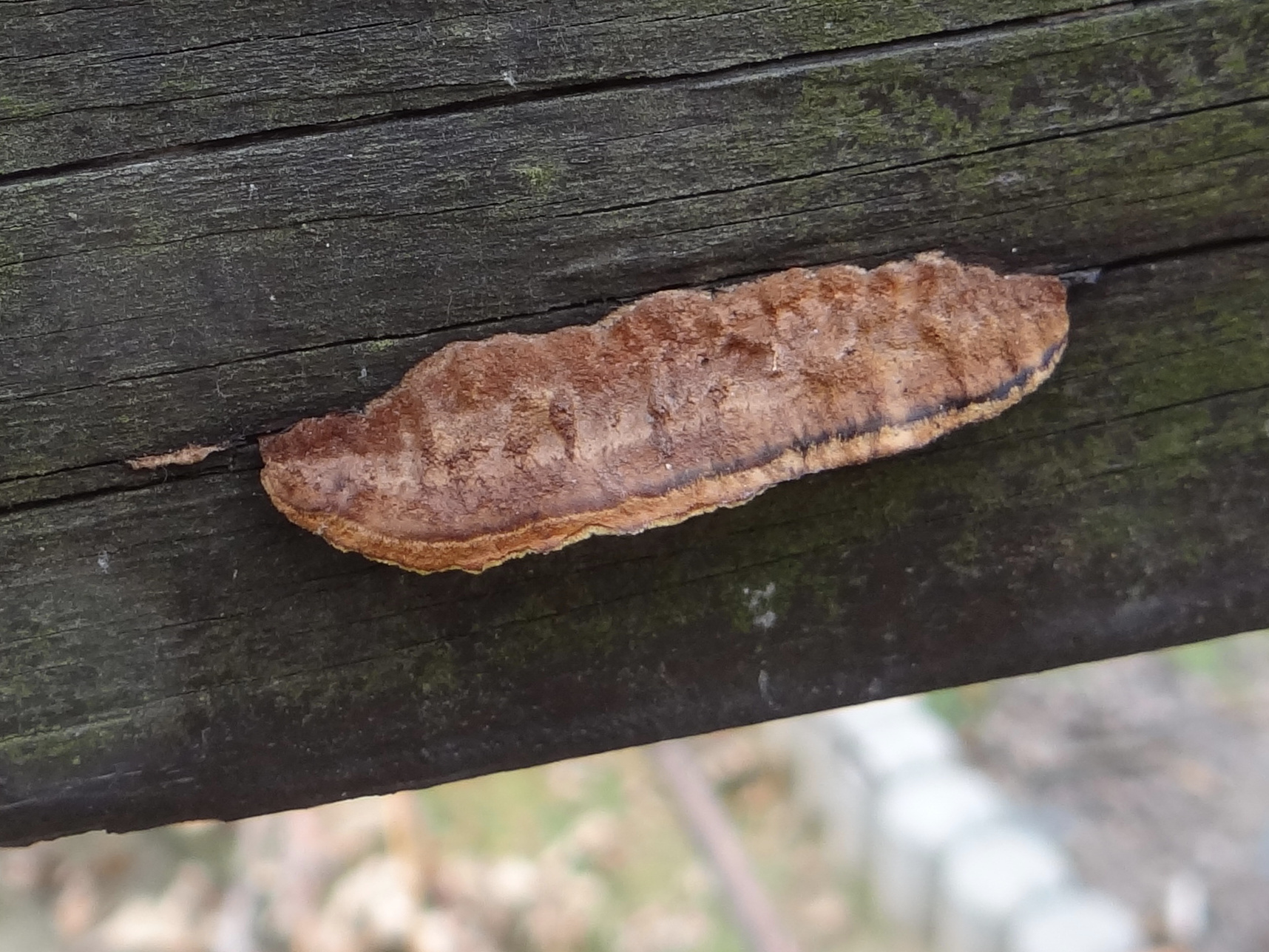
Gloeophyllum trametum
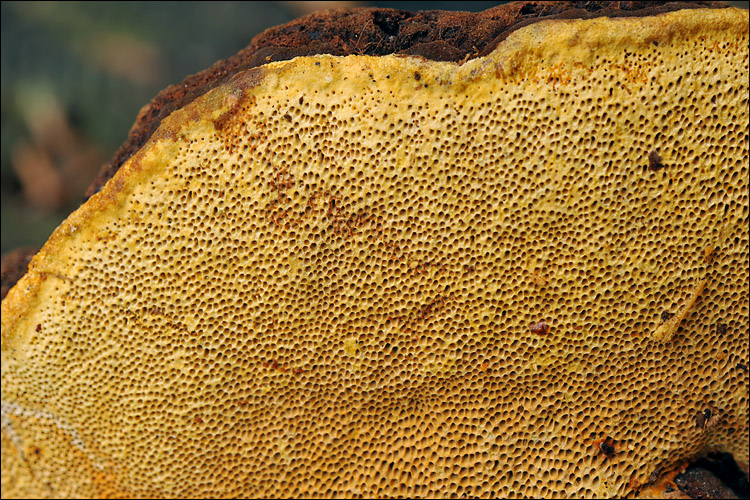
Gloeophyllum odoratum